# Žensko odevanje u Srbiji tokom XIX i početkom XX veka
Iako je bilo pokušaja da se samo pomoću muškog odela stvori nacionalni kostim, odeća građanki je postepenim kombinovanjem orijentalnih i evropskih odevnih predmeta uspela da se nametne kao srpska gradska nošnja. Ženski kostim koji se najduže održao tokom XIX veka činili su košulja, anterija ili fistan (duga haljina sa srcolikim izrezom oko vrata), libade (kaputić sa dugim širokim rukavima), bajader (svileni široki pojas), fes (kapa od čoje) ili tepeluk (mala ženska kapa)sa barešom (traka od somota ukrašavana bisernom granom ili prstenom – kao oznaka bračnog statusa žene. U pojedinim krajevima, kao i u Beogradu i Kragujevcu, žene su već tridesetih godina počele da odbacuju orijentalne elemente poput šalvara i marama, dok u nekim krajevima Srbije ostaju prisutni do kraja veka. Žene u Srbiji nisu zaostajale ni u modi ni u borbi za društveni status, u odnosu na žene Evrope.

## Moda XIX veka
U Srbiji se za vreme XIX veka osetio veliki uticaj Evrope u građanskom odevanju. Tridesetih godina su prve promene zabeležene u Beogradu i Kragujevcu, a kasnije i u drugim oslobođenim gradovima. Do tada su se strogo poštovala pravila oblačenja koja je propisivalo Osmansko carstvo. Srbija je najveću transformaciju u kulturi odevanja doživela baš tada, kada je polako krenula da se, iz turskog pašaluka, malo po malo pretvara u evropsku državu. Proces oslobađanja od orijentalnih uticaja i prihvatanje evropske mode je bio postepen – čak je, nešto pre sredine XIX u oslobođenom delu Srbije (Kneževina Srbija) došlo do simbioze elemenata levansko-balkanske odeće i evropskog modnog kostima u takozvanu srpsku gradsku nošnju, koja je postala tipičan obrazac odevanja žena u srpskim gradovima. Ovu nošnju činili su fistan (orijentalna tkanina i oblikovanje izreza i rukava; proporcija i osnovna linija podržava evropski modni trend), marama za grudi i bunda (evropski), libade, fes i tepeluk (orijentalni odevni predmet). Pojas – bajader, nakit (broš, grana, prstenje i dr.), kao i obavezni modni detalji (suncobrani, lepeze, rukavice) uvoženi su sa Zapada. Već od 1870. U Srbiji preovlađuje zapadnoevropski način odevanja, a u Beograd I gradove u unutrašnjosti pristizali su časopisi “Die Modenwelt”, “La Mode Parisienne”, “Chic Parisien” I “La Tailleur”.
Ženska moda u XIX veku prolazila je kroz stalne modne transformacije, a pored sezonskih oscilacija u detaljima odeće, u bojama ukrasima i pratećem priboru, dolazilo je i do čestih dubljih promena koje se mogu označiti kao suštinske promene stila. To je vrlo lako uočljivo u bitnim karakteristikama modne linije, kao što su odnosi proporcija (vitka i visoka ili niska i voluminozna; naglašeni struk, grudi, bedra, ili njihovo ublažavanje potenciranim vertikalnim linijama kroja itd). Ti elementi su uvek imali prevagu i doprinosili su potpuno novom obliku i značenju odeće. Istovremeno predstavljali su inspiraciju i preuzimani su iz kostima ranijih epoha, počev od antičkih vremena, preko srednjovekovnih i renesansnih oblika do baroknih i rokoko elemenata, a često i iz “egzotičnih” kultura.
I istorija mode XIX veka nadovezuje se na načine odevanja koji su nastali krajem prethodnog stoleća, kada su sa obnovom antičkih ideala uobličeni stilovi sa jednostavnim i prozaičnim lakim muslinskim haljinama, podignutog struka, koje su žensko telo privremeno oslobodile stega korseta, težine materijala I ukrasa. S proglašenjem Napoleonovog carstva taj model postojao je, međutim, sve teži i sve ukrašeniji, približavajući se novom idealu, romantičarskom ukusu srednjih klasa. Talas transformacija započeo je oko 1815. godine, kada je vertikalne proporcije tela počela da narušava suknja koja je postajala sve šira, a struk, približavajući se svom prirodnom mestu tokom dvadesetih godina, sve naglašeniji, sto su još više isticali široki rukavi. Istovremeno, na figurama koje su ličile na “peščani sat” ili dva obrnuto postavljena trougla koja se temenima dodiruju u struku stvoreno je znatno više prostora za ukrase tako da haljine ponovo postaju bogato nakićene raznim dekorativnim elementima. Do početka četvrte decenije romantičarski ideal krhkih, nežnih, bespomoćnih, detinjastih žena sa anđeoskim osobinama bio je potpuno razvijen. Tokom sledećih decenija taj model je postojao sve sigurniji, masivniji, ozbiljniji i graciozniji, približavajući se eri realizma šezdesetih godina XIX veka. Tada su žene želele da najave da su konačno bile spremne da promene svoj dotadašnji položaj u društvu I da se bore za svoja prava. Poslednja četvrtina XIX veka bila je posvećena toj borbi, sto se jasno odražavalo u ženskoj odeći koja je tada sve češće prolazila kroz stilske transformacije, da bi početkom XX veka bila već svojevrsna demonstracija njihovih dotadašnjih uspeha.

### Moda turnira (1870—1890)
Krajem šezdesetih godina XIX veka, kada je moda širokih suknji došla do svog ekstrema i kada je krinolina, zbog sve niže cene, postala dostupna svim ženama bez obzira na društveni položaj i tako izgubila ekskluzivnost, “čelični kavez” je napustio modnu scenu. Moda turnira trajala skoro čitave dve decenije. Tadašnje modne forme isuviše su isticale seksualnost ženskog tela. Ideal lepote bio je: vitak struk, istaknute grudi, I naglašeni bokovi. Večernje i balske haljine bile su pastelnih tonova, dok je za dnevne varijante bilo karakteristično da su se izrađivale od materijala jarkih boja i kontrastnih dezena.
Mnogo pažnje je bilo posvećeno i modnim detaljima kao što su rukavice, suncobrani i lepeze. Rukavice su bile uglavnom od kože ili tkanine i nošene su tokom celog dana, otkako je propisano polovinom XIX veka da dame moraju da imaju pokrivene ruke. Lepeze su više bile deo večernje opreme, mada su se nosile i tokom dana, raznih oblika, boja i materijala, kao sto su čipka, šifon, perje, perlice, slonovača itd. Suncobrani su takođe bili obavezni pratilac dnevne toalete. Izrađivani su luksuzno od čipke, šifona i svile, ukrašavani volanima, riševima itd. Zimi su omiljeni detalji bili mufovi od krzna i dugačke boe od krzna i perja. Kaputi, žaketi i ogrtači bili su raznih dužina, oblika i krojeva, ali većinom ukrojeni u struku. Izrađivani su od štofa i tvida, često sa kragnama, mandžetnama i obrubima od astragana, dabrovine, samura i činčile. Letnji ogrtači bili su od teške svile ili čipke postavljeni satenom, bogato ukrašeni. 
Od osamdesetih godina XIX veka žene su intenzivnije počele da se bave sportom, tako je napravljena odeća koja je donosila privremenu relaksaciju od torture modnih toaleta - kraće suknje, cipele s ravnim potpeticama, komotnije bluze, ležerniji žaketi. Najveća revoluciju izazvala je odeća za bicikl. 

### Moda velikih šešira i uskih suknji (1908—1914)
U eri društvenih nereda i osnaživanja radničke klase, kad su žene sticale sve značajnije društvene uloge, “Dama dokolice” nije više bila uzor načina života i odevanja. Njeno mesto zauzimala je aktivna i odlučna žena i na radnom mestu i u kući, pošto nije imala brojnu poslugu I guvernante za decu. Ta promena je imala I posledice na modu. Široke suknje, dugi šlepovi, jako zatezanje struka, zamenila je pojava vitke i visoke figure i ravna i jednostavna linija odeće koja je otkrivala prirodan oblik tela. Tako je postavljena osnova savremenog načina odevanja i zadati su svi elementi mode XX veka, koji su omogućili transformaciju odeće tokom Prvog svetskog rata i posle njega. Boje su ponovo jake kao tokom sedme I osme decenije XIX veka, ali za razliku od ranijeg perioda postignuta je veća harmonija nijansi i sklad.

### Moda početkom XX veka
Na početku XX veka dominirala su dva stila odevanja:
- Prepodnevna neformalna ili poslovna odeća, koja se sastojala od kostima sa ravnom suknjom do članka i dugog žaketa, koji su imali sve elemente kao i na muškom kaputu, sa diskretnim ukrasima od gajtana, porupčića ili ukrasnih štepova. Zimski kostimi izrađivani su od muških štofova i dezena i boja tipičnih za muška odela. Letnja odela su šivena od jakih platnenih i svilenih tkanina. Bluze su bile u stilu košuljice. Dnevne haljine su bile jednostavnog kroja od mekanih vunenih, pamučnih i svilenih tkanina, najčešće sa vezenim dekorativnim dodacima koji su tada bili jako moderni. 
- Popodnevne ili večernje haljine, koje su bile izrađene od lakih tkanina (voal, muslin, pamučni i svileni žoržet, saten, šifon itd.). Bile su nešto komplikovanijeg kroja i više ukrašene. Dolazila je do izražaja mešavina stilova što je karakteristika ove epohe. Iz evropskog kostima ranijih vremena pozajmljena je “Mediči” kragna, zatim ampir linija, kao I drapiranje tkanine. Bogati izvor ideja pružao je Istok, kopiranje japanskih kimono rukava i izrade kućnih haljina po ugledu na tradicionalnu odeću Japanki. Tako se u ženskoj modi pojavio orijentalni turban, haremske šalvare, velovi koji su pokrivali donji deo lica, duge niske bisera, obilje ukrasa od perlica i šljokica. Većinu ovih detalja pretopio je u evropski modni kostim jedan od najoriginalnijih francuskih kreatora svih vremena, Pol Poare. Ipak nisu svi delovi ove egzotične odeće bili podjednako prihvaćeni, posebno šalvare, osim jednog elementa koji se pojavljivao u svim kreacijama mode 1911-1914. Bila je to tunika raznih dužina, od onih koje su bile do kukova do onih nešto kraćih od donje suknje, raznovrsnih oblika (nabrane, plisirane, drapirane, pripijene uz telo). To je bila jedna od najznačajnijih novina iz perioda uoči Prvog svetskog rata, jer je i kasnije poslužila kao osnova za stvaranje kratke haljine.